# Сельское поселение Лаврентия
Се́льское поселе́ние Лаврентия — муниципальное образование в Чукотском районе Чукотского автономного округа Российской Федерации.
Административный центр — село Лаврентия.

## История
Статус и границы сельского поселения установлены Законом Чукотского автономного округа от 29 ноября 2004 года № 47-ОЗ «О статусе, границах и  административных  центрах муниципальных  образований на территории Чукотского района Чукотского  автономного  округа».

## Население
| 2009  | 2010  | 2012  | 2013  | 2014  | 2015  | 2016  |
| ----- | ----- | ----- | ----- | ----- | ----- | ----- |
| 1668  | ↘1459 | ↗1470 | ↘1415 | ↘1388 | ↗1426 | ↘1345 |
| 2017  | 2018  | 2020  | 2021  | 2023  |       |       |
| ↘1290 | ↘1185 | ↘1170 | ↗1420 | ↗1451 |       |       |

## Состав сельского поселения
| № | Населённый пункт | Тип населённого пункта       | Население |
| - | ---------------- | ---------------------------- | --------- |
| 1 | Лаврентия        | село, административный центр | ↘1425     |